# Frederic Wüstner
Frédéric Wüstner (* 7. September 1992 in Bregenz) ist ein ehemaliger österreichischer Handballspieler.

## Karriere
Wüstner begann in der Jugend bei Bregenz Handball mit dem Handball spielen. 2010/11 rückte er in die erste Mannschaft der Vorarlberger auf. Gleich in seiner ersten Saison nahm der Rückraumspieler am EHF-Pokal teil. Im Jänner 2012 wechselte der gebürtige Bregenzer zum Lokalrivalen Alpla HC Hard. Diese Saison schloss Wüstner mit seinem ersten Österreichischen Staatsmeistertitel ab. 2012/13, 2013/14, 2014/15 und 2016/17 konnte der Titel erneut geholt werden. Außerdem sicherte er sich mit den Mannen vom Bodensee 2013/14 den ÖHB-Cup und war damit Teil des ersten Doubles der Vereinsgeschichte. Im März 2015 verlängerte der Rückraumspieler seinen Vertrag um ein weiteres Jahr bis 2016. Nach der Saison 2017/18 unterzeichnete Wüstner einen Vertrag bei der TSV St. Otmar St. Gallen. Ab der Saison 2022/23 läuft der Rückraumspieler wieder für den Alpla HC Hard auf. In dieser Saison sichert sich Wüstner erneut den Titel im ÖHB-Cup. Nach der Saison 2023/24 beendete er seine Karriere.

## HLA-Bilanz
| Saison    | Verein                         | Spielklasse | Tore | 7-Meter   | Feldtore |
| --------- | ------------------------------ | ----------- | ---- | --------- | -------- |
| 2010/11   | Bregenz Handball               | HLA         | 4    | 0/0       | 4        |
| 2011/12   | Bregenz Handball/Alpla HC Hard | HLA         | 6    | 0/0       | 6        |
| 2012/13   | Alpla HC Hard                  | HLA         | 12   | 0/0       | 12       |
| 2013/14   | Alpla HC Hard                  | HLA         | 11   | 0/0       | 11       |
| 2014/15   | Alpla HC Hard                  | HLA         | 9    | 0/0       | 9        |
| 2015/16   | Alpla HC Hard                  | HLA         | 24   | 0/0       | 24       |
| 2016/17   | Alpla HC Hard                  | HLA         | 15   | 0/0       | 15       |
| 2017/18   | Alpla HC Hard                  | HLA         | 28   | 0/0       | 28       |
| 2022/23   | Alpla HC Hard                  | HLA         | 32   | 0/0       | 32       |
| 2023/24   | Alpla HC Hard                  | HLA         | 13   | 0/0       | 13       |
| 2008–2024 | gesamt                         | HLA         | 154  | 0/0 (0 %) | 154      |

## Erfolge
- 5× Österreichischer Meister 2011/12, 2012/13, 2013/14, 2014/15, 2016/17
- 3× Österreichischer Pokalsieger 2013/14, 2017/18, 2022/23